# براآن
براآن، پسر برات است که به عنوان اجداد گائل‌ها توصیف می‌شود. که اگرچه به‌طور کلی به عنوان یک افسانه در نظر گرفته می‌شود، اما فتح ایرلند توسط افرادی که از شبه جزیره ایبری در دوران ماقبل تاریخ آمده‌اند، با یک مطالعه ژنتیکی که در سال ۲۰۰۶ در دانشگاه آکسفورد انجام شد، مطابقت دارد، این مطالعه به این نتیجه رسید که اکثریت مردم جزایر بریتانیا در واقع از نسل کشاورزان نوسنگی که از نواحی ساحلی شمال اسپانیا گذشته‌اند، بوده‌است.
در اساطیر، گائل‌ها سرانجام با کشتی به ایبریا می‌روند و آن را فتح می‌کنند. در آنجا یکی از رهبران آنها به نام براآن شهری تأسیس می‌کند و برج بزرگی نیز می‌سازد. از بالای برج، پسرش به ایرلند نیز نگاه می‌کند. بدین ترتیب گائل‌ها به همراه برخی از پسران براآن، از بریگانتیا به ایرلند می‌روند و موافقت می‌کنند که آن را بین خود تقسیم کنند.
پسر براآن، «بیل» بود که او (یعنی بیل) خودش پدر میل اسپهانی (سرباز اسپانیایی) بود که گفته می‌شود جد مردم ایرلند است.